# Sant Joan de Berga
Sant Joan de Berga és una església romànica situada al centre mateix de la població de Berga, a la comarca catalana del Berguedà. Fou seu de la comanda hospitalera de Berga. És una obra protegida com a bé cultural d'interès local.

## Descripció

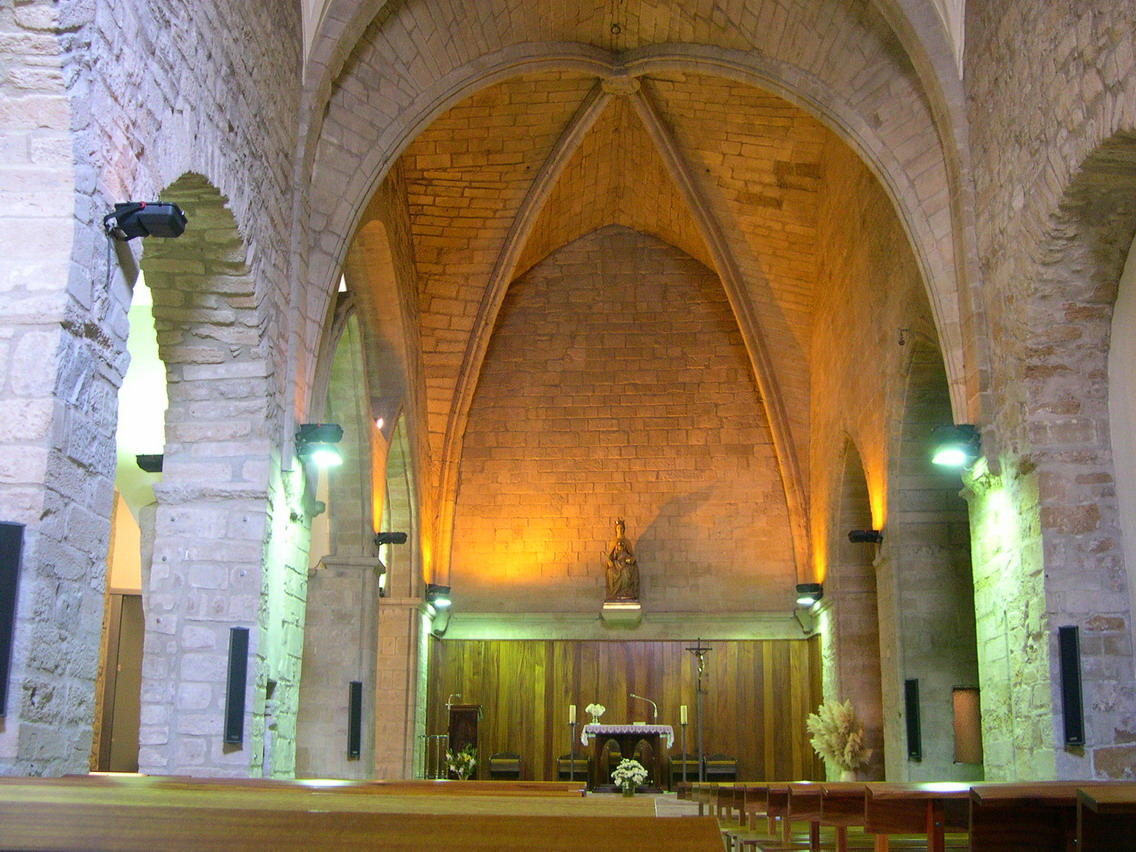
Interior, amb la volta gòtica de la capçalera

L'església consta de dues naus. La nau principal, bastida pels hospitalers al segle xiii, fou novament coberta amb volta al segle xviii pels mercedaris. La seva capçalera gòtica, degué ser construïda per les monges cistercenques al segle xv. La nau lateral, adossada al costat nord, mostra en el seu parament central indicis que es podria tractar de la capçalera d'un primitiu temple romànic, bastit probablement al segle xii i orientat diversament. Unes excavacions fetes el 1973 posaren al descobert arcades i un capitell zoomòrfic, amb un gran ocell esculpit, datables del segle xii avançat. Amb tot, manquen excavacions addicionals que precisin les diverses etapes constructives de l'edifici.
El capitell està situat al tram de la nau de tramuntana, dins un pilar-columna hi ha un capitell amb una decoració força malmesa d'una figura d'ocell fantàstic, possiblement evocador d'algun bestiari. El capitell fou mutilat en ésser fetes reformes posterior a Sant Joan; actualment en són visibles dues cares esculpides d'aquest capitell, l'únic exemplar que es conserva.

## Història
L'església de Sant Joan, d'origen romànic, és un edifici que presenta molts problemes interpretatius, ja que fou edificat en diverses fases al llarg d'un període dilatat. El primer esment documental és del 1220, data en què s'autoritza la construcció d'una capella a la casa dels hospitalers a Berga. Aquesta casa, amb la seva església recentment reconstruïda, fou adquirida el 1377 per l'abadessa de Santa Maria de Montbenet, per tal d'adaptar-la a les necessitats del monestir cistercenc que, procedent de Valldaura, s'havia establert a Berga el 1338. Les monges hi residiren fins al 1569, en què el convent passà a dependre del Monestir de Poblet. L'intent d'establir-hi un priorat masculí fracassà al cap de pocs anys, però Poblet conservà el convent fins al 1702. el 1708 fou adquirit pels mercedaris, que el regentaren fins a l'exclaustració del 1835. Posteriorment, l'església passà a fer de parròquia (1897-1909) i, des de 1911, de sufragània. La part conventual fou destinada a escola. L'any 1973 arran d'unes operacions de neteja i al desmuntar una trona sorgí el capitell de la primera església romànica de Sant Joan de Berga.

## Rellotge de l'Església
En aquest campanar hi havia hagut un rellotge del segle xviii o anterior que, cap a finals del XIX estava ja tan deteriorat que es va encarregar la seva substitució a Albert Billeter. No se sap, però, la data exacta en què es portà a terme la construcció i instal·lació de la nova màquina que deuria ser entre 1865 i 1880 (Comellas, 1989).
La màquina de Billeter va estar funcionant amb tota correcció fins a finals del segle XX quan es va desmuntar i traslladar als magatzems municipals a l'espera de ser exposada en el museu de la ciutat. Està signada per “Alberto Billeter. Barcelona” i consta de tres trens d'engranatges per senyalar l'hora en una esfera exterior i tocar els quarts i les hores en sengles campanes.